# San Giuliano Terme
San Giuliano Terme (früher Bagni di San Giuliano) ist eine italienische Gemeinde mit 30.749 Einwohnern (Stand 31. Dezember 2023) in der Provinz Pisa in der Region Toskana.

## Geografie

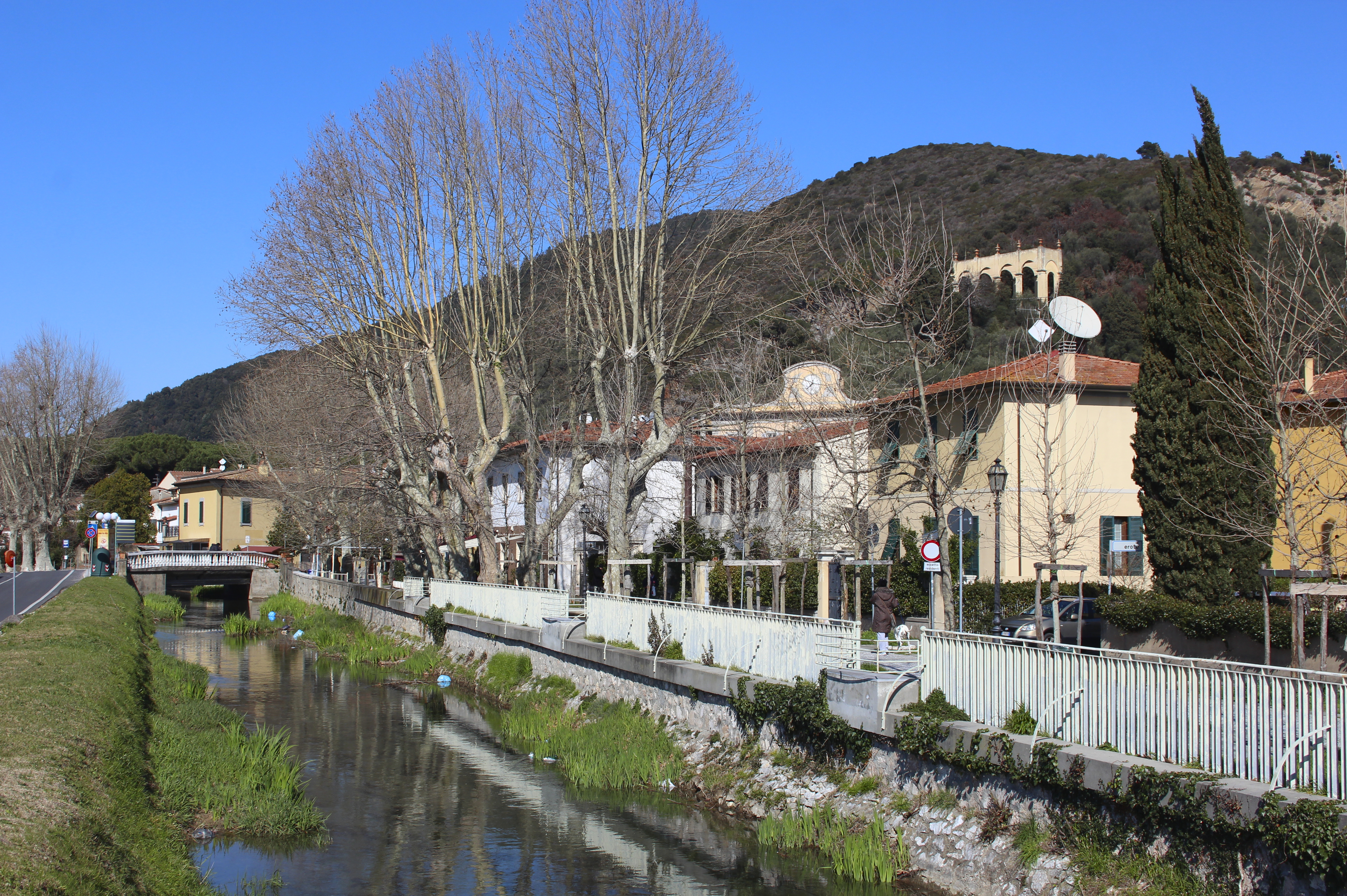
Ansicht von San Giuliano Terme

Die Gemeinde erstreckt sich über ca. 92 km². Sie liegt ca. 60 km westlich der Regionalhauptstadt Florenz und 7 km nördlich der Provinzhauptstadt Pisa in der klimatischen Einordnung italienischer Gemeinden in der Zone D, 1 696 GG. Die nördlichen Ortsteile Patrignone, Pontasserchio und Rigoli liegen am Fluss Serchio, der südliche Ortsteil Colignola liegt am Arno. Der Hauptort San Giuliano Terme liegt zwischen den beiden Flüssen und ist Teil der Gebirgskette Monti Pisani. Im Westen liegt die Gemeinde am Tyrrhenischen Meer.
Zu den Ortsteilen zählen Agnano (93 m, ca. 500 Einwohner), Arena Metato (3 m), Asciano Pisano (23 m, ca. 2300 Einwohner), Campo (5 m, ca. 1100 Einwohner), Colignola (3 m), Colognole (9 m, ca. 160 Einwohner), Gello (3 m, ca. 2000 Einwohner), Ghezzano (3 m, ca. 3650 Einwohner), Madonna dell’Acqua (3 m, ca. 1500 Einwohner), Mezzana (3 m), Molina di Quosa (10 m), Orzignano (5 m), Pappiana (10 m), Patrignone (8 m), Pontasserchio (6 m), Pugnano (8 m), Rigoli (10 m), Ripafratta (12 m), San Martino a Ulmiano und Sant’Andrea in Pescaiola (3 m, ca. 400 Einwohner).
Die Nachbargemeinden sind Calci, Capannori (LU), Cascina, Lucca (LU), Pisa, Vecchiano und Vicopisano.

## Geschichte
Erste Bewohner der Gegend waren die Etrusker. In der Zeit der Römer wurde der Ort von Plinius als Acque pisanae erwähnt. Weitere geläufige Namen für den Ort waren Terme di Pisa und Bagni di Pisa (Pisas Therme bzw. Bäder von Pisa). Die römischen Therme wurden auf Veranlassung von Mathilde von Tuszien 1112 restauriert. Eine weitere Restaurierung fand am Anfang des 14. Jahrhunderts statt, aber bereits 1406 wurden sie im Krieg zwischen Pisa und Florenz zerstört. Nach der Niederlage Pisas gelangte der Ort unter die Herrschaft des Herzogtum Toskana und ab 1737 unter die Herrschaft von Franz Stephan der Habsburg-Lothringer, die selbst unter der Besatzung Napoleons die Herrschaft in dem Gebiet aufrechterhalten konnten. Im Zweiten Weltkrieg litt der Ort erheblich. Bei der Strage de la Romagna wurden 69 Einwohner von den deutschen Besatzungstruppen ermordet.

## Sehenswürdigkeiten

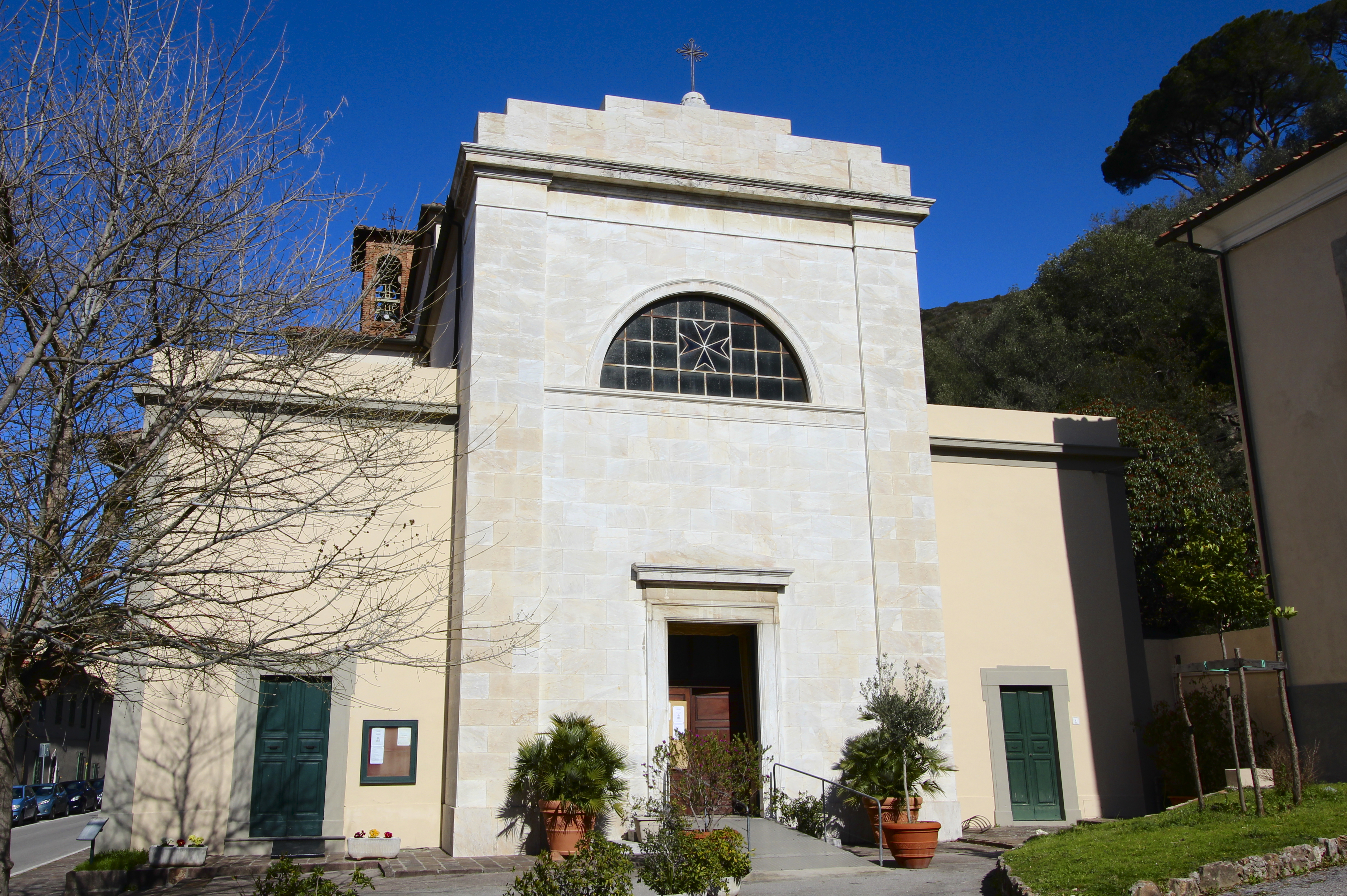
Die Kirche Santi Ranieri e Luigi Gonzaga

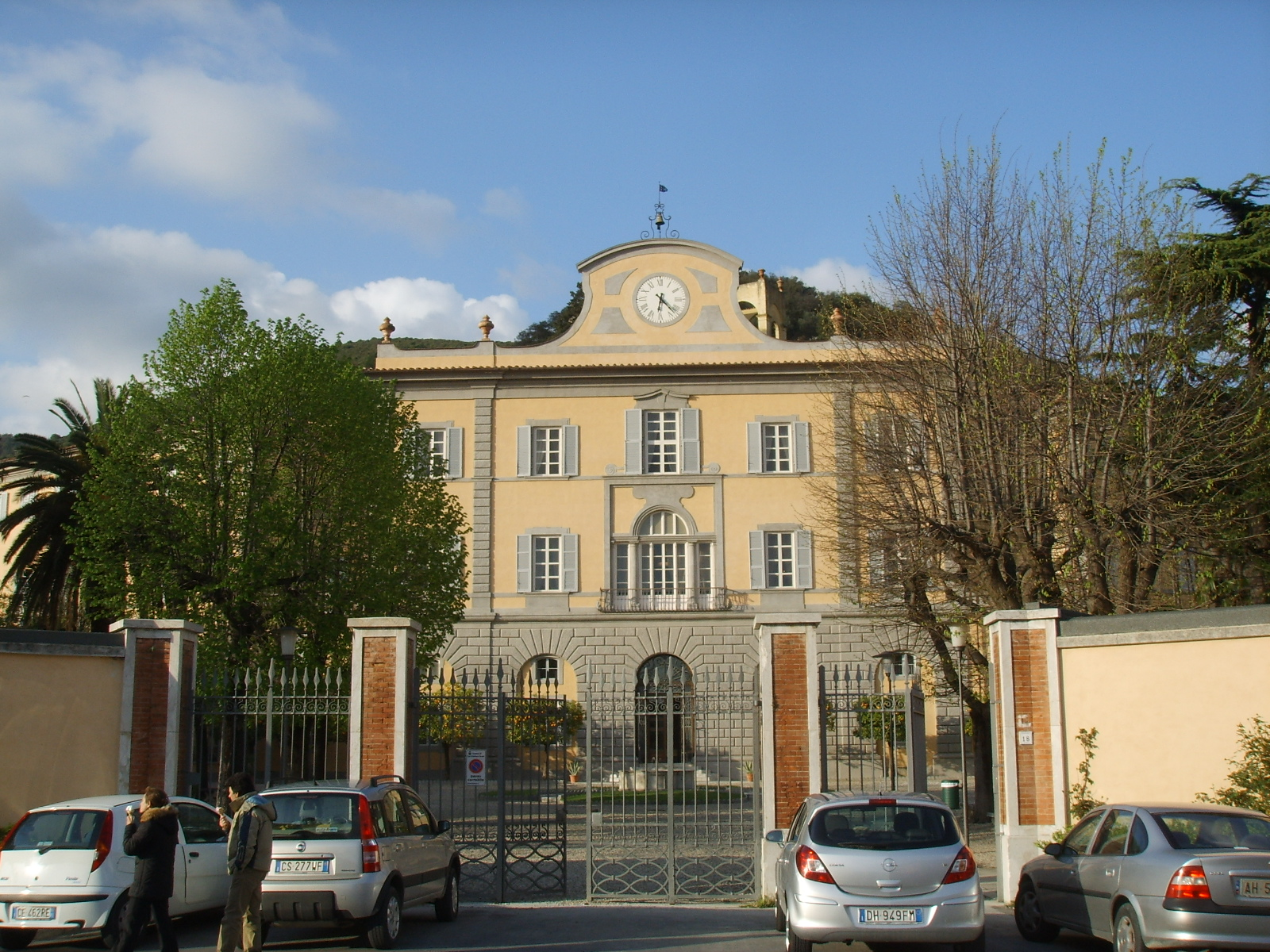
Der Palazzo delle Terme

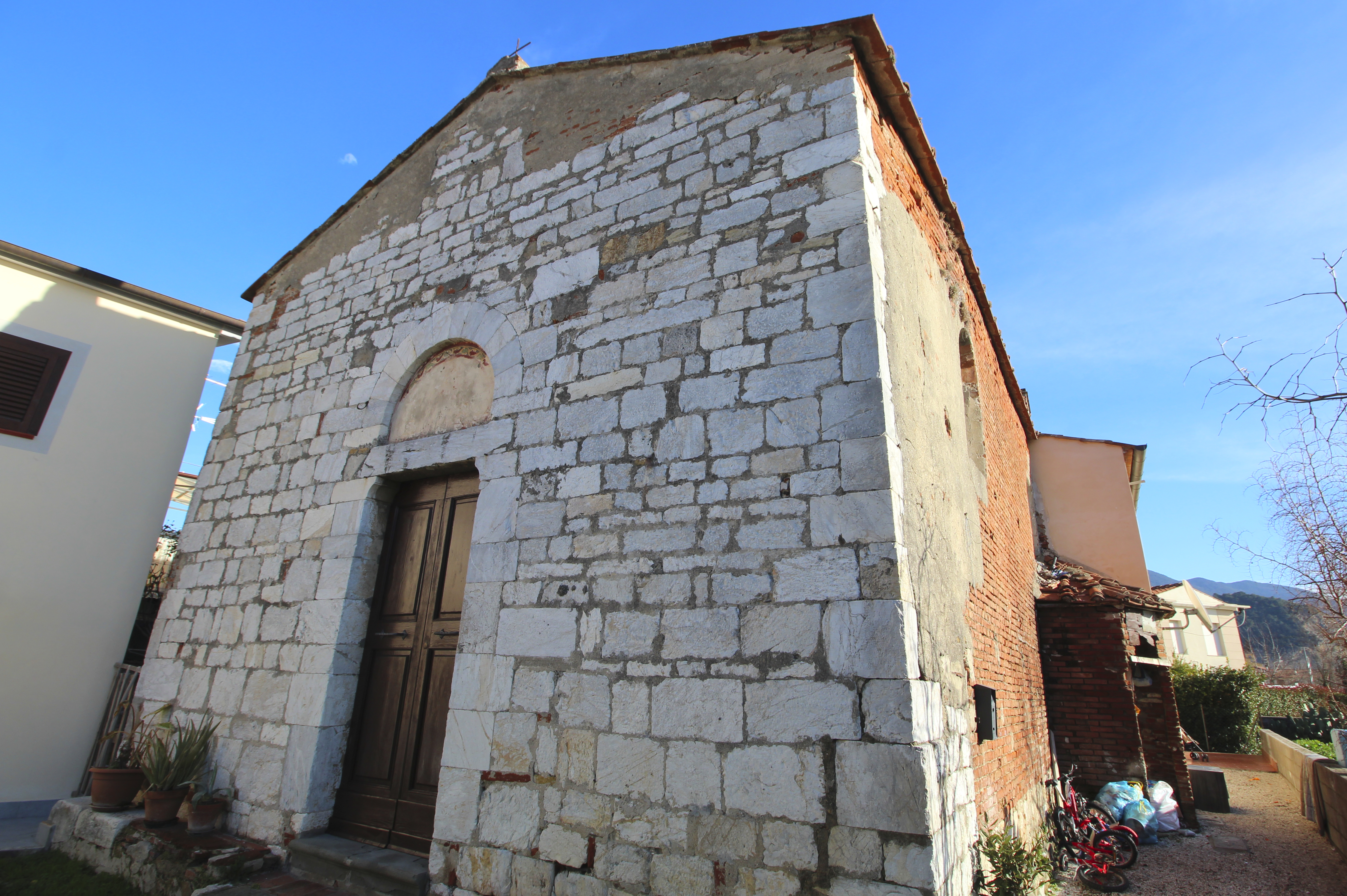
San Cristoforo a Bottano im Ortsteil Gello

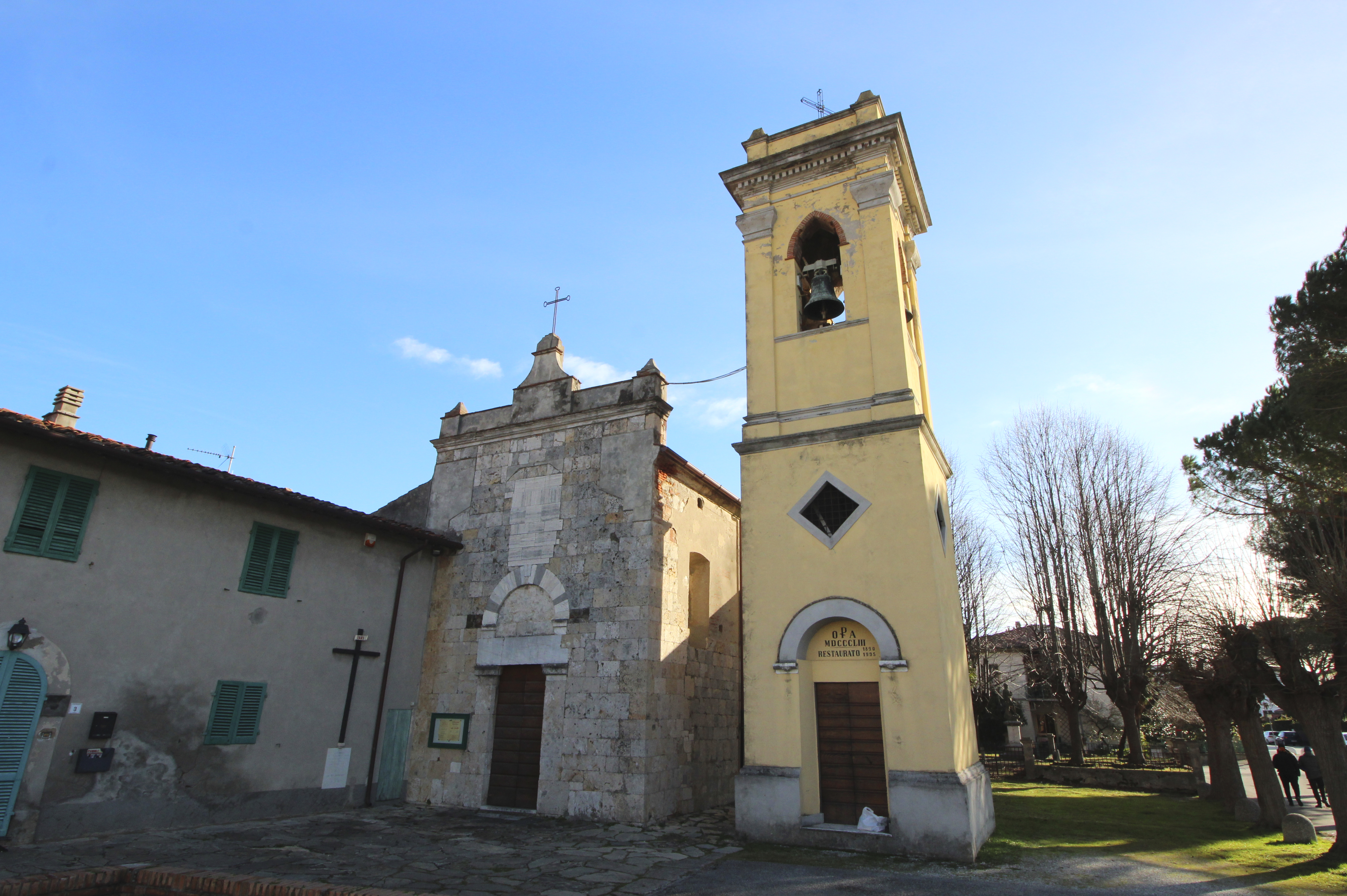
San Bartolomeo im Ortsteil Orzignano

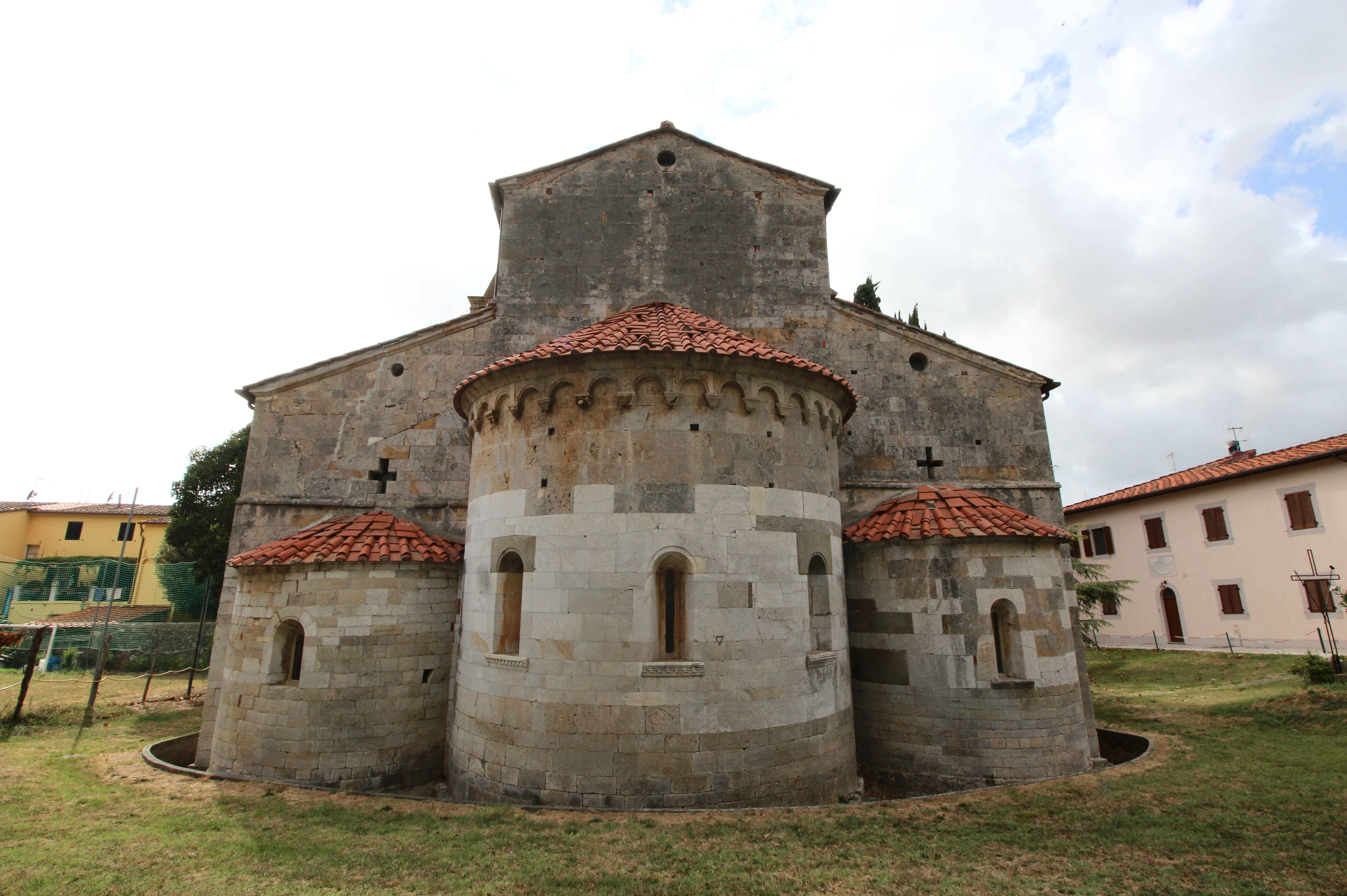
Apsis der Kirche San Marco im Ortsteil Rigoli

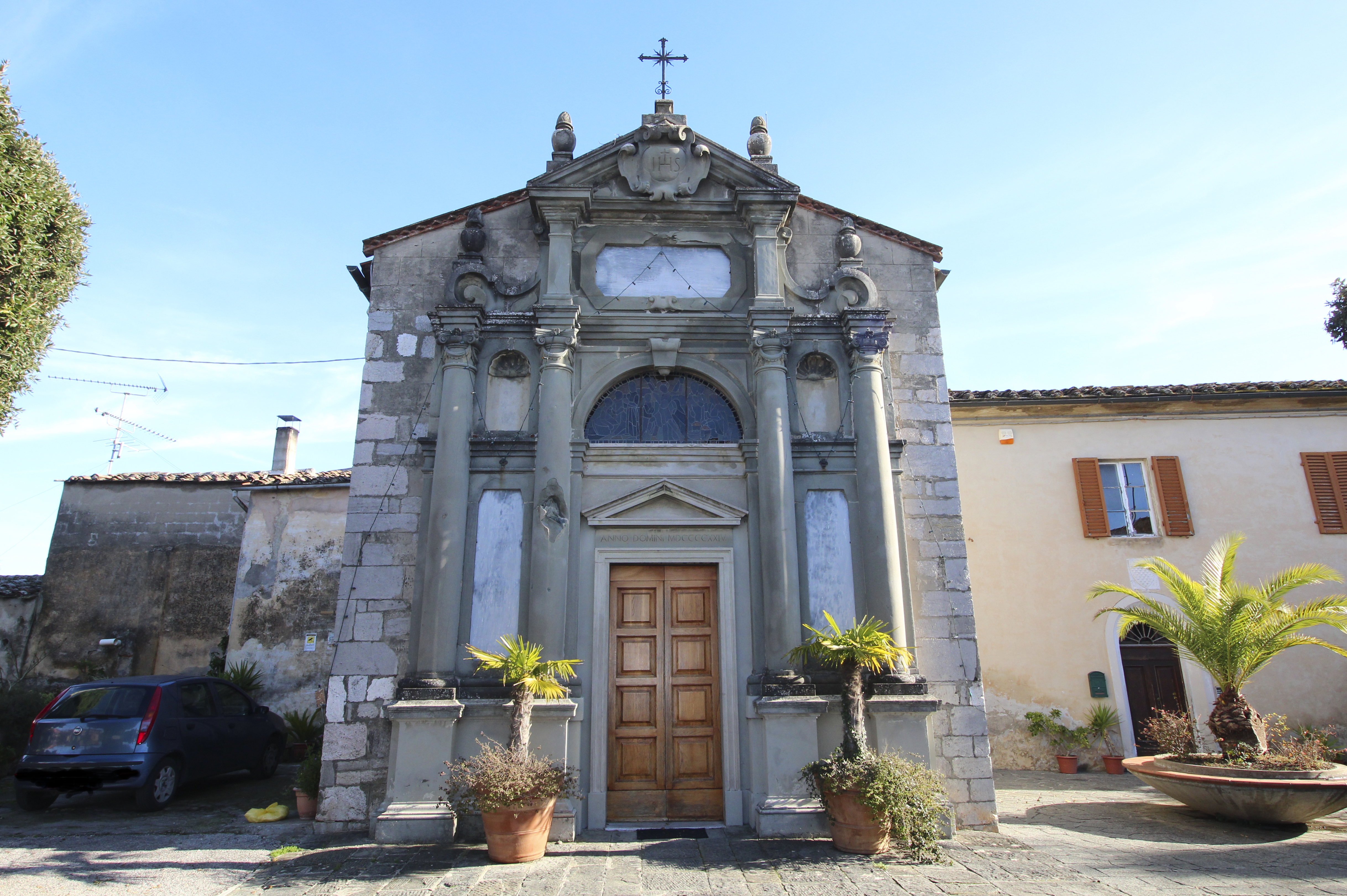
Die Kirche Sant’Andrea im Ortsteil Sant’Andrea in Pescaiola

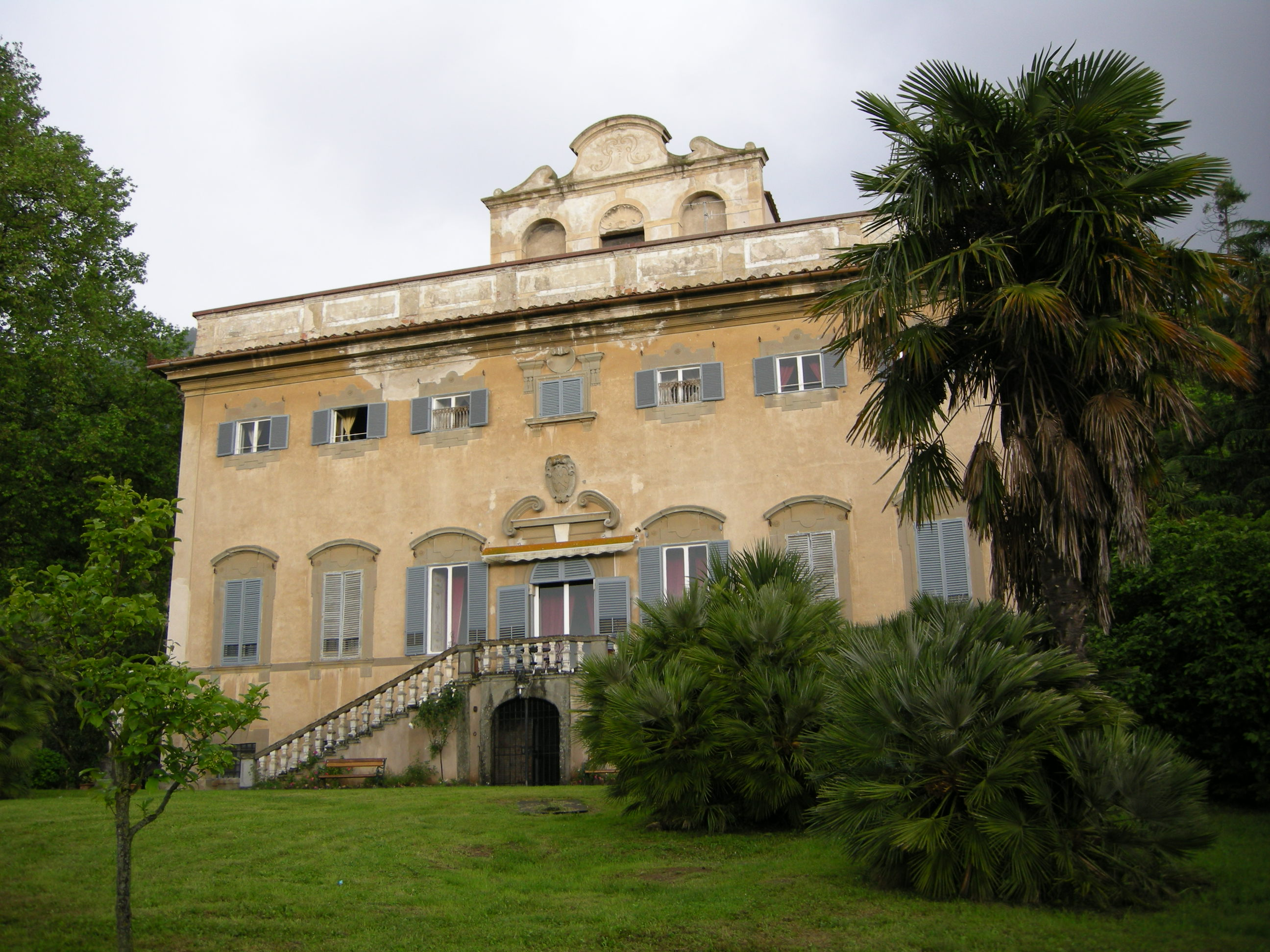
Villa Agostini Venerosi della Seta, auch Villa di Corliano genannt, Ortsteil Corliano

- Santi Ranieri e Luigi Gonzaga, Kirche im Ortskern, die im 18. Jahrhundert entstand.[7]
- Palazzo delle Terme, Gebäude im Ortskern aus dem 17. Jahrhundert, durch Ignazio Pellegrini entstanden[8]
- Acquedotto Mediceo di Pisa, Aquädukt, welches vom Ortsteil Asciano bis nach Pisa zur Piazza delle Gondole führt. Entstand im 16. Jahrhundert auf Wunsch von Ferdinando I. de’ Medici.[9]
- Acquedotto Romano di Caldaccoli, Aquädukt aus der Römerzeit, das von Caldaccoli zu den Bädern Bagni di Nerone in Pisa führte.[10]
- Chiesa di San Jacopo (früher Monastero e Chiesa di San Girolamo), Kirche und Monasterium aus dem 14. Jahrhundert im Ortsteil Agnano.[11]
- San Giovanni Battista, Kirche im Ortsteil Asciano Pisano, 1137 erwähnt.[12]
- Santa Maria di Mirteto, Kirche und Kloster im Ortsteil Asciano Pisano, bereits 1150 erwähnt.[11]
- San Rocco, Oratorium in Asciano Pisano, 17. Jahrhundert.[13]
- San Bartolomeo, Kirche im Ortsteil Campo. Entstand um das 10./11. Jahrhundert.[14]
- San Giusto, Kirche im Ortsteil Campo. Wurde 780 als San Giusto ad Campora erwähnt und erhielt die heutige Form 1823.[15]
- Santi Jacopo e Cristoforo, Kirche im Ortsteil Colignola. Entstand im 12. Jahrhundert durch die Mönche der Kamaldulenser aus San Michele in Borgo in Pisa.[16]
- Santi Ippolito e Cassiano, Kirche im Ortsteil Colognole.
- Santi Pietro e Paolo, Kirche in Corliano.
- San Cristoforo a Bottano, Kirche im Ortsteil Gello, 12./13. Jahrhundert.[17]
- San Giovanni Evangelista, Kirche im Ortsteil Gello. Wurde 1056 als Santo Stefano erwähnt.[18]
- San Giovanni Battista, Kirche in Ghezzano.
- Santissima Concezione, auch Santuario della Madonna dell’Acqua, 1647 erbaute Kirche im Ortsteil Madonna dell’Acqua. Enthält das Werk Scene della vita di Maria e figure allegoriche von Giovanni Battista Tempesti und Mattia Tarocchi.[11]
- San Jacopo, Kirche im Ortsteil Metato (Arena Metato).
- Santa Maria Assunta, Kirche im Ortsteil Mezzana, 930 erwähnt.[19]
- Santi Lucia e Fabiano, Kirche im Ortsteil Molina di Quosa.
- Santa Maria ad Martyres, auch Eremo di Rupecava, Einsiedelei bei Molina di Quosa und Ripafratta. Wurde 1214 geweiht und bestand bis 1750. Die Kirche enthält noch Reste der Fresken aus dem 16. Jahrhundert.[11]
- San Bartolomeo, Kirche im Ortsteil Orzignano, deren Ursprünge aus dem 11./12. Jahrhundert stammen. Die Lünette des Kirchturms enthält die Inschrift OPA/ MDCCCLIII RESTAURATO 1890 1995.[20]
- Santa Maria, Kirche im Ortsteil Pappiana, bereits 803 konsekrierte Kirche, wurde im 16. und abermals im 19. Jahrhundert vollständig restauriert.[11]
- San Giovanni Evangelista, Kirche im Ortsteil Pontasserchio, die erstmals 1074 dokumentiert wurde.[21]
- San Michele Arcangelo, Kirche im Ortsteil Pontasserchio, 16. Jahrhundert. Entstand als Oratorio della Compagnia del Santissimo Crocifisso nahe dem verlorengegangenen Kastell.[22]
- Santa Maria e San Giovanni Battista, bereits 1069 erwähnte Pieve im Ortsteil Pugnano. Der Campanile wurde 1944 durch Bomben zerstört und danach wieder aufgebaut. Enthält das Tafelgemälde Madonna col Bambino von Neruccio di Federigo.[11]
- San Marco a Rigoli (früher Pieve di San Pietro e San Giovanni Battista), Pieve aus dem 11. Jahrhundert im Ortsteil Rigoli.[11]
- San Bartolomeo, Kirche im Ortsteil Ripafratta. Wurde 996 erstmals erwähnt und 1402 von Papst Bonifatius IX. zur Pfarrkirche (Pieve) ernannt.[23]
- Rocca di Ripafratta, auch Castello di Ripafratta oder Rocca di San Paolino genannt, Burg im Ortsteil Ripafratta, die erstmals 1004 erwähnt wurde.[24]
- San Martino, Kirche im Ortsteil San Martino a Ulmiano, die im 12. Jahrhundert entstand und im 19. Jahrhundert stark verändert wurde. Der Campanile stammt aus dem Jahr 1911.[25]
- Sant’Andrea, Kirche im Ortsteil Sant’Andrea in Pescaiola.[26]
- Tabernacolo di Colognole, Tabernakel bei den Ortsteilen Colognole/Patrignone, das 1831 durch Alessandro Gherardesca entstand.
- Villa Agliata im Ortsteil Molina di Quosa. Entstand am Anfang des 17. Jahrhunderts. Wurde wahrscheinlich durch die Familie der Urbani errichtet und ging bereits 1623 in den Besitz der Campiglia über. Ab dem 18. Jahrhundert im Besitztum der namensgebenden Familie der Alliata[27]
- Villa Agostini Venerosi della Seta, auch Villa di Corliano genannt. Entstand um 1536 südlich des Ortsteils Rigoli durch Pietro di Niccolao della Seta. Enthält Gemälde und Fresken aus dem Jahr 1592 von Andrea Boscoli.[28]
- Villa Belvedere, auch Villa Bosniaski genannt, um 1873 durch Sigismund de Bosniacki am Monte Castellare entstanden und heute eine Ruine.[29]
- Villa Cristiani, Villa aus dem 16. Jahrhundert. Die Fassadenerneuerung wurde im 19. Jahrhundert durch Alessandro della Gherardesca durchgeführt.[30]
- Villa Dal Borgo, Gebäude im Ortsteil Pugnano, welches durch die Familie Dal Borgo und den Architekten Ignazio Pellegrini am Anfang des 18. Jahrhunderts zur Villa umgebaut wurde.[31]
- Villa Mazzarosa, entstand im späten 18. Jahrhundert durch die Familie Prini Aulla nahe dem Ortsteil Pontasserchio. Erlitt im Zweiten Weltkrieg erhebliche Schäden.[32]
- Villa Medici von Agnano, auch Villa Tadini Buoninsegni genannt, um 1486 von Lorenzo il Magnifico in Auftrag gegebene Medici-Villa.
- Villa Medici von Arena Metato, Medici-Villa
- Villa Poschi im Ortsteil Pugnano, entstand am Ende des 18. Jahrhunderts über einer Struktur aus dem 16./17. Jahrhundert.[33]
- Villa Roncioni im Ortsteil Pugnano, entstand im 16. Jahrhundert.[34]

## Verkehr
- Der Ort liegt an der Strada Statale 12 dell’Abetone e del Brennero.
- Durch das westliche Gemeindegebiet führt die Autobahn A12, die Gemeinde hat allerdings keine eigene Anschlussstelle.
- San Giuliano Terme hat einen Haltepunkt an der Bahnstrecke Pisa–Lucca.
- Weitere Haltepunkte an der Bahnstrecke Pisa–Lucca liegen in Rigoli und Ripafratta, beides Ortsteile nördlich des Hauptortes.

## Gemeindepartnerschaften
- Bad Tölz, Deutschland, seit 2003[35]

## Söhne und Töchter der Gemeinde
- Francesco Morini (1944–2021), Fußballspieler
- Diego Fabbrini (* 1990), Fußballspieler